# 萊特峰

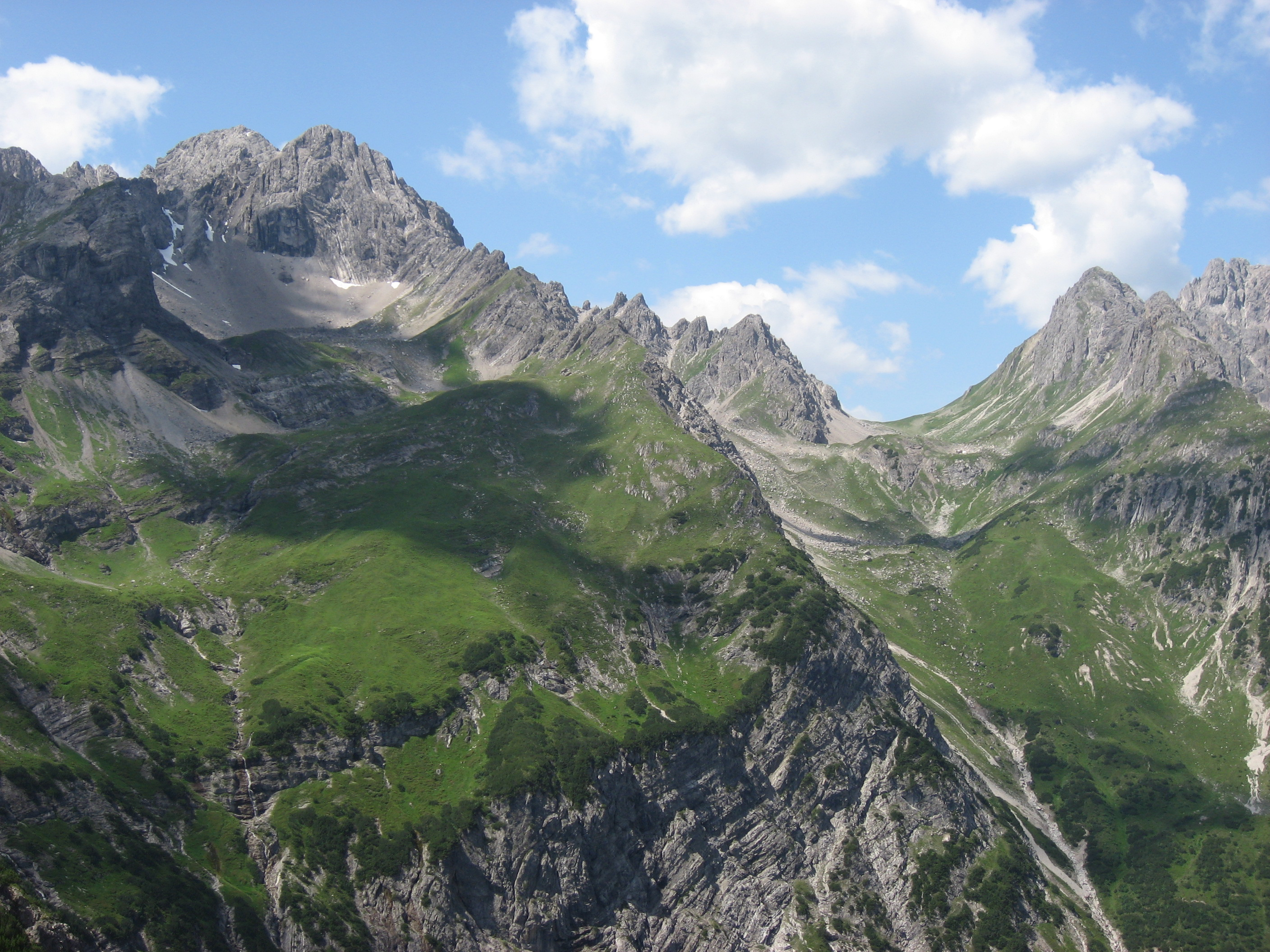

47°13′24″N 10°31′18″E / 47.22333°N 10.52167°E
萊特峰（德語：Leiterspitze），是奧地利的山峰，位於該國西部，由蒂羅爾州負責管轄，屬於萊希塔爾阿爾卑斯山脈的一部分，海拔高度2,750米，每年平均降雨量1,698毫米。